# NGC 810-1

NGC 810

NGC 810-1 في الفهرس العام الجديد، هي مجرة، تقع في كوكبة الحمل. اكتشفت في 11 ديسمبر 1871 بواسطة إدوارد ستيفان.

## روابط خارجية
- NGC 810-1 على موقع ويكي سكاي: DSS2, SDSS, GALEX, IRAS, Hydrogen α, X-Ray, Astrophoto, Sky Map, Articles and images